# Constanci I Clor
Flavi Valeri Constanci (llatí: Flavius Valerius Constantius; nascut el 31 de març d'un any proper al 250 i mort el 25 de juliol del 306), conegut habitualment com a Constanti I Clor en la historiografia romana, fou emperador de l'Imperi Romà a finals del segle iii i principis del segle iv, primer com a cèsar (emperador de rang inferior) entre el 293 i el 305 i seguidament com a august (emperador de rang superior) entre el 305 i la seva mort el 306.
El renom Clor (del grec Χλωρός, Khlorós 'el pàl·lid') li fou donat pels escriptors romans d'Orient molt més tard. Va dedicar la major part de la seva carrera militar a donar suport a Maximià en la defensa de Britànnia i la frontera del Rin. Poc abans de morir va demanar a les seves tropes que nomenessin successor el seu fill Constantí, incomplint el que havia acordat amb els emperadors de la tetrarquia, amb els qui havia acordat que la part occidental de l'Imperi Romà seria confiada a Sever.

## Orígens
Era fill d'Eutropi, un noble de Dardània i de Clàudia, la germana de Crisp (germà de l'emperador Claudi II el Gòtic). Els historiadors actuals sospiten que aquest parentiu descrit a la Història Augusta podria ser una invenció de Constantí el Gran per donar una imatge de família amb orígens nobles que en realitat no tenia. Va néixer vers el 250 i es va distingir pel seu valor.

Constanci va ser probablement un oficial sota els emperadors Aurelià i Marc Aureli Probe, i governador de Dalmàcia sota l'emperador Car, que el va voler adoptar, disgustat per l'extravagant conducta del seu fill Carí, però va morir sense fer-ho.

## Nomenament de cèsar
Dioclecià i Maximià van comprovar que no es podia governar un imperi tan gran sotmès a tants perills i van decidir que cadascun nomenaria un cèsar, una mena d'emperador associat. Constanci fou escollit per Maximià, mentre Galeri ho fou per Dioclecià. Els dos cèsars van haver de repudiar a les seves dones i Galeri es va casar amb Valèria, filla de Dioclecià, mentre que Constanci es va casar amb Flàvia Maximiana Teodora, la filla de la dona de Maximià. El seu nomenament formal fou fet a Mediolanum l'1 de març del 293, en aquesta cerimònia Constanci va afegir al seu nom els de la gens de la seva esposa i del seu sogre Flavius Valerius.

## Campanya contra Carausi
Constanci havia de donar suport militar a Maximià en les províncies occidentals de l'imperi. La primera feina encomanada a Constanci va ser recuperar Britànnia, on Carausi s'havia fet independent. A finals del 293 Constanci va derrotar els partidaris que l'usurpador tenia al nord de la Gàlia i va capturar Bonònia. Els dos anys següents va estar lluitant contra els francs i els alamans que eren aliats de Carausi i controlaven la desembocadura del Rin. Constanci va establir el seu quarter general a Augusta Treverorum, mentre Maximià controlava la part alta del riu.Quan va tenir enllestides dues flotes, les va enviar cap a Britànnia: una anava comandada per Juli Asclepiòdot i l'altra per ell mateix. Mort Carausi per Al·lecte, el seu tresorer, la lluita va continuar i finalment la província fou recuperada després d'una guerra de tres anys.

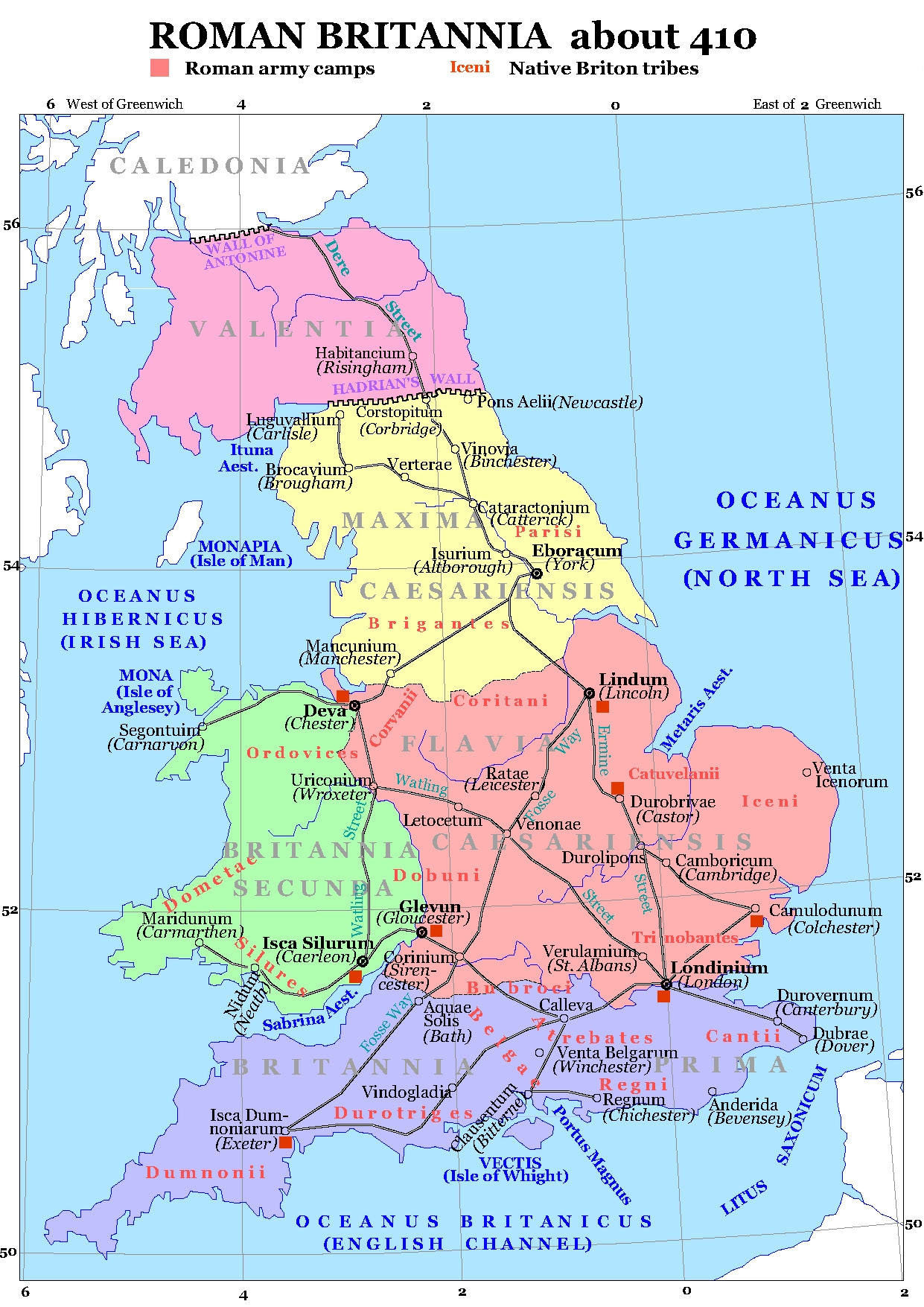
Subdivisions de Britànnia aplicades per Constanci:
Valentia
Maxima Caesariensis
Britannia Secunda
Flavia Caesarensis
Britannia Prima

Constantí va romandre a Britànnia durant uns mesos, va nomenar nous oficials de confiança i probablement va ser llavors que va posar en practica les reformes administratives que havia ideat Dioclecià, fent una subdivisió dins la Britannia Prima que va anomenar Maxima Caesariensis i subdividint la Britannia Secunda en una nova partició administrativa la Flavia Caesariensis: com més subdividit estigués l'imperi més difícil seria posar-se d'acord a proclamar un nou usurpador. També va encomanar la restauració de la muralla d'Adrià.

## Defensant la frontera del Rin
No gaire més tard els alamans van envair la Gàl·lia; el 296 es va lliurar una gran batalla a Lingones (actual Langres) a la Gàl·lia Lugdunense. Els romans gairebé estaven derrotats, Constanci va quedar tancat dins la ciutat, però el seu exèrcit va aconseguir redreçar la situació, i guanyà la batalla que va durar sis hores i va acabar amb milers de bàrbars morts. Després foren derrotats altre cop a Vindonissa (actual Windisch). Durant els tres anys següents la defensa de la frontera natural que formava el Rin va ocupar la major part de la seva atenció. Alguns dels francs amb els quals va lluitar van ser acceptats per repoblar el territori imperial devastat a canvi d'una relació de vassallatge.

## Persecució de cristians
La relació de tetrarquia existent entre els emperadors Dioclecià, Galerià, Maximià i ell mateix el va portar a fer complir un edicte proclamat per Dioclecià el 303, instada per Galerià, sobre la persecució de cristians.

## Nomenament d'august
Dioclecià i Maximià van abdicar el 305 i llavors els cèsars Constanci i Galeri van passar a ser augusts.
Prèviament, el 304, Maximià s'havia trobat amb Galeri, probablement per tractar el tema de la successió, però Constanci no va estar present ja fos perquè no el van convidar o perquè la situació al Rin no ho permetia. Anteriorment a aquesta trobada sembla que hi havia un tàcit acord entre els tetrarques amb què el fill de Constanci, Constantí i el fill de Maximià, Maxenci serien els següents en ser nomenats cèsars, quan Dioclecià i Maximià abdiquessin.El canvi de plans del 304 feia successors a Sever i a Maximí Daia; sembla que la idea va sortir de Galeri, que va convèncer Dioclecià i aquest a Maximià.
L'1 de maig del 305, davant les tropes aplegades a Mediolanum, Maximià es va treure la túnica porpra i la va passar a Constanci, el qual va proclamar august. Constantí, decebut amb l'arranjament perquè quedava eliminat de la successió, va ser enviat a la cort de Galeri portant-li l'encàrrec que Constanci no es trobava bé de salut i requeria la presència de Sever, en cas que l'hagués de substituir. Constantí es va unir al seu pare a la costa nord de la Gàl·lia, atès que estava preparant una expedició cap a Britànnia.
Constanci va morir quinze mesos després (25 de juliol del 306) a Eboracum, després d'una expedició contra els pictes. Abans de morir va recomanar a les seves tropes que fessin successor al seu fill, cosa que van fer, creant un conflicte entre Sever i Constantí.

## Matrimonis i descendència
Amb la seva primera muller Helena de Constantinoble, no se sap si eren casats o no, va tenir un fill
- Constantí, que el va succeir.

De la segona dona, Teodora, filla adoptada de Maximià, va tenir tres fills i tres filles:
- Dalmaci
- Juli Constantí
- Flàvia Valèria Constància
- Annibalià
- Eutròpia
- Anastàsia